# Novozolotarivka, Oleksandria
Novozolotarivka (în ucraineană Новозолотарівка) este un sat în comuna Divoce Pole din raionul Oleksandria, regiunea Kirovohrad, Ucraina.

## Demografie
Componența lingvistică a localității Novozolotarivka
     Ucraineană (100%)
Conform recensământului din 2001, toată populația localității Novozolotarivka era vorbitoare de ucraineană (100%).